# 鄧世增

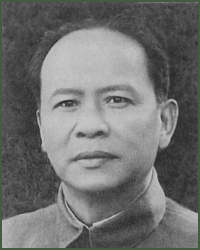
鄧世增將軍

鄧世增（1889年—1954年），號益能，廣東合浦人（今屬廣西）。陸軍中將，中國同盟会会员，第1屆中華民國立法委員，中國國民黨革命委員會全黨團結委員會委員。

## 生平
1889年2月23日(農曆正月二十四日) 出生於廣東合浦縣（今廣西北海市鐵山港區）營盤鎮玉塘村。
辛亥革命时期：1911年2月 在省立廉州中學讀書時加入同盟會，響應辛亥革命，參加反清暴動隊。11月，和蘇乾初（又名蘇用武）、羅侃廷、同學卜漢池、鐘繼業等在合浦廉州起義成功，成立了革命政府-廉州都督分府，任軍政部長（蘇用武任軍政分府都督）。
1912年春，入讀廣東陸軍速成學校第三期砲兵科。 1913年冬，軍校畢業，派兵站服務，討伐袁世凱失敗，逃港。 1914年春到陽江蘇汝森團，當機關槍連排長，在親袁的龍濟光殺害同盟會出身的蘇團長後，鄧再次逃香港。 1915年任合浦珠江高小學校國文體操教員。 1916年隨欽廉道尹成光當委員。 1918年春在福建治安滇軍任排長，冬返粵，在羅定充任肇軍陳銘樞游擊營教官(即副營長)。 1919年任楊鼎中幫統部執事長。
1920年陽江起義任陳銘樞司令部參謀長。入穗後，改編入粵軍任營長。1921年改編入粵軍第一師第四團以原職派在該團服務。 1922年春派南路指揮所援桂。同年，鄧鏗師長給槍200桿返合浦辦團。 1923年春，編入黃志恆部，為營長。秋，到江門粵軍第一師當砲兵營長。自此，參加了討伐陳炯明、沈鴻英、鄧本殷等戰事。1924年春任粵軍第一師補充團團長，7月調任第四團團長。1925年7月改編任國民革命軍第四軍第十一師三十二團上校團長。1926年4月任第4軍11師少將副師長，同年兼任欽廉警備司令。1926年10月任廣州警備中將司令，1927年8月任第4軍中將參謀長。1927年12月任第8路軍總指揮部中將參謀長（總指揮李濟深），1928年1月兼任廣州衛戍司令、3月兼廣州市公安局長、4月兼獨立師師長。1929年2月 被國民黨中央圈定為廣州特別黨部執委兼組織部長，並被推選為“三全”代表。4月 因蔣介石扣留李濟深於湯山,期間代第八路軍總指揮，通電全國聲討蔣介石，“兵諫”反蔣未遂，逃往香港。
1931年10月鄧世增任京滬衛戍司令長官公署中將參謀長（司令長官陳銘樞，后蔣光鼐），率領十九路軍總部參謀人員第一批進駐南京，安排十九路軍進駐京滬，佈置京滬衛戍司令長官公署（設於南京中山路三元巷）和十九路軍總指揮部（設在南京兩廣賓館內）。由於陳銘樞旋即擔任交通部部長，改任蔣光鼐為京滬衛戍司令長官，但蔣司令因病未能及時到位。1932年1月15日國府命令：京滬衛戍司令長官蔣光鼐未到任以前，著京滬衛戍司令長官公署參謀長鄧世增暫行代理 。一·二八淞滬抗戰開始後，2月1日十九路軍總指揮部參謀人員，在鄧世增率領下，自南京遷來上海南翔。鄧世增與蔣光鼐等一起制定整個戰區的抵抗作戰方案，指導作戰，並親臨前線視察。在軍情最緊急之時受陳銘樞、蔣光鼐所託親臨蔣介石洛陽官邸要求增援。李濟深曾書:“世增，世漢參與十九路軍戎機。是役以寡敵眾，以窳禦堅，卒能遏寇使不得逞者，全軍忠義之效也。”
1932年5月調任駐閩綏靖公署中將參謀長（主任蔣光鼐，后蔡廷鍇）。1932年7月14日鄧世增與蔡廷鍇乘“芝沙丹尼號”輪一同入閩（到達廈門），十九路軍黃強參謀長及軍中的三個師長、六個旅長、漳廈海軍警備司令、地方各級官員和各界代表紛來迎。7月16 日鄧世增由廈門乘"楚泰"號軍艦扺達福州。鄧世增就任駐閩綏靖公署參謀長，並代蔣光鼐發出就職(公署主任)通電，籌辦主持公署大小事務。在蒋蔡离闽出缺时，均将十九路軍軍政事务委托于鄧世增。在危急时鄧世增亲临前线，直接指挥十九路军辖下的各师。十九路軍在閩時，辦了一份軍刊曰“挺進”雜誌。創刊號上鄧世增親筆為十九路軍撰寫了"本軍之使命 "，並在創刊號上解釋了取名“挺進”的含義，那就是 “惟有向前挺進之一途，庶足以達我為國為民目的”。籍此去指導十九路軍官兵。1933年11月鄧世增參與發動閩變，出任中華共和國人民革命政府軍事委員會委員，人民革命軍第一方面軍參謀長兼十九路軍副總指揮、參謀長。鄧兼任前敵總指揮，在前線指揮十九路軍。在最後的關頭，鄧世增冒着危險回闽，到龍巖接應蔡廷鍇，安排餘下官兵的出路（退回廣東，讓陳濟棠收編），以圖保存十九路軍最後的種子。鄧堅持到最後一刻才和蔡廷鍇經永定、大埔、汕頭，最后撤去香港 。
1936年10月出任第四路軍中將總參議，參以調停兩廣事變。此间鄧世增和蔡廷鍇奔走於兩廣之間，為重建十九路軍而努力。雖最後不能恢復十九路軍番號，但也促成了區壽年師（176師）的成立（原計劃編翁照垣部，翁不就職改區壽年師）。“兩廣事變”的和平解決，避免了一場內戰，為1937年之後的全面抗戰儲備了軍事力量，為國家和政府贏得了準備時間。民國政府為此向鄧世增頒發勳章，以表嘉獎 。1937年5月31日，授陸軍中將銜（國民政府按1935新制，向軍隊重新授銜）。
全面抗戰爆發後，廣東省建立人民抗日自衛團隊統率委員會，鄧世增應余漢謀、香翰屏之聘，任該會委員。1938年春任欽廉地區抗日游擊司令。1939年3月任廣東省第八區行政督察專員兼保安司令，5月兼任第四戰區南地區特別守備區司令（後改第八區游擊指揮部指揮官），參加桂南會戰和历次南路抗击日寇之战役。在北海“焦土抗戰”中，關鍵時刻下令不能輕率舉火，使北海得免“焦土”浩劫。1942年5月辭職。1943年任軍事委員會桂林辦公廳參謀長（后改高等顾问，主任李濟深），統籌整合西南抗戰。1946年夏任廣州行營軍調顧問。
1948年5月當選第1屆中華民國立法委員。同年在廣東北海協助民革組織起義活動，8月因起義事泄，逃往香港。1950前后，往返於京港穗，進行策反粤籍高级将领活動。9月 攜家眷回廣州定居，任民革全黨團結委員會委員，參加中國國民黨革命委員會廣州市分部工作。1954年2月5日在廣州病逝，終年65歲，葬于廣州市十九路軍淞滬抗日陣亡將士陵園，中央人民政府副主席李濟深為他的墓碑題字，文曰：“鄧世增同志之墓”，以示悼念。